# حكومة صلاح الدين البيطار الرابعة
تشكلت حكومة صلاح الدين البيطار الرابعة في 14 أيـار 1964 بموجب المرسوم رقم 3 الصادر بتاريخ 14 أيـار 1964 القاضي بتشكيل حكومة الجمهورية العربية السورية برئاسة السيد صلاح الدين البيطار واستمرت حتى استقالتها في 3 تشرين الأول 1964 بموجب المرسوم 46.

## التشكيل الوزاري
- الأستاذ صلاح الدين البيطار، رئيساً لمجلس الوزراء
- السيد ثابت العريس، وزير دولة
- الدكتور عبد الله عبد الدايم، وزيراً للإعلام
- اللواء أركان حرب غسان رشاد حداد، وزيراً للتخطيط
- السيد مصطفى الشماع، وزيراً للمالية
- الدكتور عبد الخالق النقشبندي، وزيراً لشؤون الرئاسة وشؤون الوحدة
- الدكتور عادل طربين، وزيراً للزراعة
- الدكتور مظهر العنبري، وزيراً للعدل ووزيراً للصحة والإسعاف العام بالوكالة
- الدكتور نور الدين الرفاعي، وزيراً للأشغال العامة ووزيراً للمواصلات بالوكالة
- الدكتور حسان مريود، وزيراً للخارجية
- الدكتور مصطفى حداد، وزيراً للتربية والتعليم
- السيد أسعد محفل، وزيراً للثقافة والإرشاد القومي
- السيد عادل السعدي، وزيراً للصناعة ووزيراً للتموين بالوكالة
- الدكتور صلاح وزان، وزيراً للإصلاح الزراعي
- الدكتور عبد الرحمن الكواكبي، وزيراً للأوقاف
- الدكتور كمال حصني، وزيراً للاقتصاد
- العميد أركان حرب ممدوح جابر، وزيراً للدفاع
- المهندس سليمان العلي، وزيراً للشؤون الاجتماعية والعمل ووزيراً للشؤون البلدية والقروية بالوكالة
- السيد محمد فهمي العاشوري، وزيراً للداخلية

## روابط خارجية
- مجلس الوزراء السوري
- الحكومات السورية على موقع رئاسة مجلس الوزراء
- الحكومات السورية على موقع مجلس الشعب السوري
- وزارات الدولة على بوابة الحكومة الإلكترونية السورية
- الوزارات والهيئات الحكومية على موقع مجلس الشعب السوري